# Sabit Hadžić
Sabit Hadžić (* 7. August 1957 in Sarajevo; † 3. März 2018 in Antalya) war ein bosnisch-herzegowinischer Basketballtrainer und -spieler.

## Laufbahn

### Spieler
Hadžić spielte bei KK Bosna Sarajevo unter Trainer Bogdan Tanjević. In den Jahren 1978, 1980 und 1983 gewann man den jugoslawischen Meistertitel sowie 1978 und 1984 den Pokalwettbewerb. 1979 wurde er mit Bosna im französischen Grenoble Europapokalsieger der Landesmeister. Neben Hadžić zählten neben anderen auch Svetislav Pešić, Mirza Delibašić, Žarko Varajić und Ratko Radovanović zur Siegermannschaft, die im Endspiel den italienischen Vertreter Pallacanestro Varese mit 96:93 bezwang. Im März 1978 hatte Hadžić mit KK Bosna auch im Endspiel des Korać-Cup gestanden, hier war man aber Partizan Belgrad unterlegen. Mit der jugoslawischen Nationalmannschaft nahm er an den Olympischen Sommerspielen 1984 teil und gewann Bronze. Hadžić erzielte im Verlauf des olympischen Turniers 3,3 Punkte je Begegnung.

### Trainer
Von 1997 bis 2001 und zwischen 2010 und 2012 war Hadžić Trainer der bosnisch-herzegowinischen Nationalmannschaft. 1997, 1999, 2001 und 2011 nahm er mit der Auswahl an der Europameisterschaft teil. Auf Vereinsebene arbeitete er von 1998 bis 2000 als Trainer von KK Bosna Sarajevo.
Mitte Dezember 2001 wurde er als Nachfolger Tom Schneemans Trainer des deutschen Bundesligisten Mitteldeutscher BC. Er blieb bis zum Ende der Saison 2002/03 im Amt. In der Saison 2003/04 war er als Trainer in Saudi-Arabien tätig und betreute dort Al Ittihad. Seine folgenden Stationen waren: Dukagjini im Kosovo (2005), Al Jaala Aleppo in Syrien (2005/06), Kepez Bid Antalya in der Türkei (2007 bis 2009) und Al Ahli in Saudi-Arabien (2010/11). Von August 2014 bis Dezember 2014 war er Trainer von KB Sigal Prishtina (Kosovo) sowie danach von Al Jahraa in Kuwait.
Im Februar 2018 erlitt er im türkischen Antalya einen Schlaganfall und starb wenige Wochen später.